# Airport City (Düsseldorf)
Airport City ist der Name eines Büro- und Dienstleistungsparks am Flughafen Düsseldorf.

## Geschichte
Im Jahr 2003 begann die Flughafen Düsseldorf Immobilien GmbH unter der Projektbezeichnung „Düsseldorf Airport City“ mit der Entwicklung einer Fläche zwischen Flughafenterminal und Flughafentunnel in Düsseldorf-Lohausen und -Unterrath. Diese Fläche war seit 1936 ein Standort der Luftwaffe gewesen, die dort 1939 eine Kaserne errichtete. Unter dem Namen „Caernarvon Barracks“ wurde die Anlage nach dem Zweiten Weltkrieg eine Kaserne der britischen Rheinarmee. Diese nutzte die Kaserne bis September 1994.
Ziel der Konversion der Fläche war die Realisierung eines hochwertigen Büro- und Dienstleistungsstandorts in Flughafennähe. Das grundlegende Plankonzept schuf hierzu das Architekturbüro JSK, das nach dem Flughafenbrand 1996 auch das Projekt des Flughafenumbaus bearbeitet hatte. Zur Sicherung räumlicher und landschaftlicher Qualitäten für den Gesamtstandort wurde im Jahr 2004 ein freiraumplanerischer Wettbewerb durchgeführt. Auf diesen Grundlagen entwickelte die Stadt Düsseldorf mit dem Eigentümer den Bebauungsplan 5382/029 „Airport City“ für den rund 18 Hektar großen Ostteil der Fläche. Im Jahr 2005 erlangte der Plan Rechtskraft. Der rund 5 Hektar große westliche Teil der früheren Kasernenfläche – das spätere Plangebiet „Airport City West“ – wurde aufgrund der für den Flughafenbetrieb notwendigen Nutzung durch die Bundespolizei nicht in das damalige Bebauungsplanverfahren „Airport City“ einbezogen.

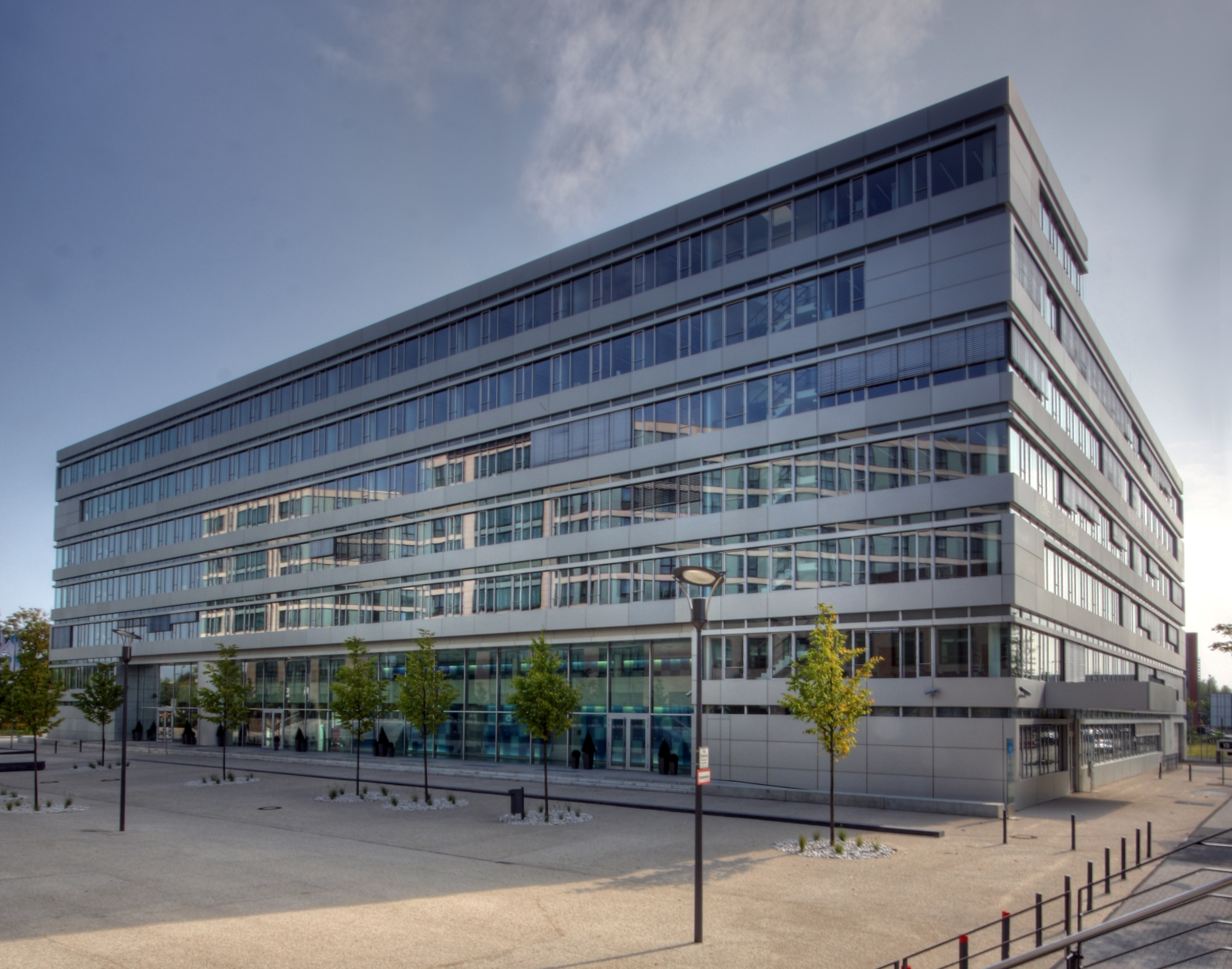
VDI-Haus, 2009

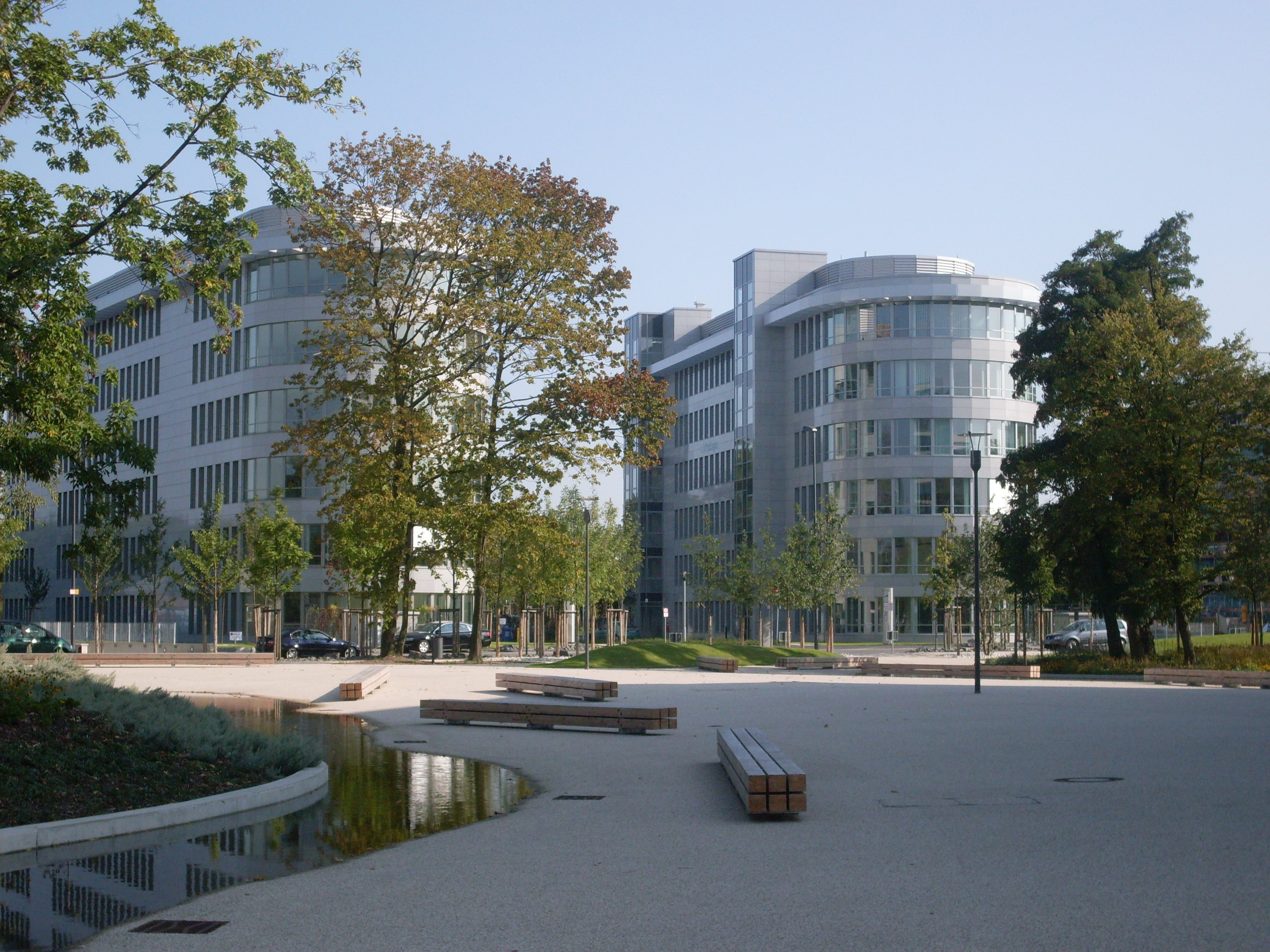
Platz im östlichen Teil der Airport City, 2008

Nachdem der östliche Abschnitt der Airport City bis zum Jahr 2017 fast völlig entwickelt war und weil weiterhin starke flughafenaffine Flächennachfrage bestand, wurde die Erweiterung des Büro- und Dienstleistungsstandortes auf das angrenzende Gelände durch eine Suche nach einer Standortalternative für die Bundespolizei angestrebt und schließlich auch ermöglicht. Somit standen die westlichen Flächen der früheren Kaserne für eine Neunutzung und Entwicklung des Bebauungsplanes 06/011 „Airport City West“ zur Verfügung. Dieser Bebauungsplan wurde Ende 2021 rechtskräftig.
Bereits Anfang 2015 zogen Teile der Flughafenverwaltung, die keinen direkten Bezug zum Vorfeld oder Terminal haben, in ein neu errichtetes Gebäude der Airport City. Bis zum Jahr 2023 siedelten sich rund 70 weitere Unternehmen mit Arbeitsplätzen für etwa 4000 Personen in modernen Gebäuden an, darunter der Verein Deutscher Ingenieure samt Verlag, ein Porsche-Zentrum, das Immobilienunternehmen LEG und die GEA Group.